# Burundi
Burundi, oficial purtând numele de Republica Burundi, este o țară în zona Marilor Lacuri din Africa. Anterior a purtat numele de Urundi (cealaltă Rwanda), după cum coloniștii belgieni când se refereau la acel teritoriu. Vecinii statului Burundi sunt, Rwanda la nord, Tanzania, la sud și est și Republica Democrată Congo la vest. Deși este o țară continentală, Burundi are o mare parte din teritoriu adiacentă lacului Tanganyika. Numele modern al țării este derivat din dialectul bantu, Kirundi.
Izolată geografic, fiind confruntată cu presiunea demografică și cu resurse răspândite, Burundi este una dintre cele mai sărace țări din Africa și din lume dar și o țară devastată de conflicte interetnice foarte sângeroase. Mărimea țării este invers proporțională cu magnitudinea problemelor pe care le are, printre care cea mai importantă este cea a reconcilierii naționale dintre etnicii tutsi, minoritari și hutu, majoritari.

## Istorie
Articol principal: Istoria Burundiului
Primii locuitori ai zonei au fost pigmeii. Aceștia au fost asimilați de către triburile Bantu în timpul migrației Bantu. Burundi a existat ca teritoriu independent din secolul XVI. În 1903 a devenit colonie germană, trecută apoi sub administrare belgiană după Primul Război Mondial. A făcut parte din teritoriul Ruanda-Urundi, administrat de către belgieni cu mandat din partea Națiunilor Unite începând cu anul 1923. După cel de-al Doilea Război mondial, teritoriul a continuat să se afle în custodia belgienilor. Originile monarhiei burundeze sunt adânc înrădăcinate în mit. Potrivit unor legende, Ntare Rushatsi, fondatorul primei dinastii, a venit în Burundi din Ruanda în secolul XVII, alte surse mai credibile, atestă că Ntare a venit din Buha, în sud-est, și a pus bazele regatului său în regiunea Nkoma. Până la căderea monarhiei în 1966, regalitatea a fost singurul element care mai amintea de trecutul țării. De la câștigarea independenței în 1962 până la primele alegeri ținute în 1993, Burundi a fost condusă de o serie de dictatori militari, toți proveniți din sânul minorității tusti. Această perioadă, cuprinsă între câștigarea independenței și primele alegeri libere a fost martora unor violențe etnice foarte grave cum au fost cele din anul 1964 și de la sfârșitul anilor ’80, cel mai important fiind, eventual, genocidul burundez din anul 1972. În 1993, în Burundi s-au organizat primele alegeri libere care au fost câștigate de către Frontul Democrației din Burundi (FRODEBU), partid al etnicilor hutu. Liderul partidului, Melchior Ndadaye a devenit astfel primul președinte hutu, dar câteva luni mai târziu, acesta a fost asasinat de către un grup de ofițeri tutsi. Acest eveniment a declanșat un sângeros război civil interetnic drept răzbunare a președintelui asasinat. Extremiștii hutu au ucis mii de etnici tutsi iar armata, în mare majoritate compusă din etnici tutsi a răspuns acestor asasinate prin masacrarea a sute de mii de etnci hutu. Instabilitatea a luat sfârșit odată cu preluarea puterii în urma unei lovituri de stat militare de către Pierre Buyoya. În august 2000 s-a ajuns la un acord de pace între forțele aflate în conflict, stabilindu-se un calendar pentru instaurarea democrației în această țară. După încă 3 ani de violențe, un acord de încetare a focului a fost semnat în 2003 între guvernul condus de către Pierre Buyoya și cel mai mare grup rebel hutu CNDD-FDD. Mai târziu în același an, liderul FRODEBU, Domitien Ndayizeye l-a înlocuit pe Buyoya în funcția de președinte. Cu toate acestea, grupul hutu cel mai extremist, Palipehutu-FNL (cunoscut mai ușor ca FNL) a continuat să refuze negocierile. În august 2004, acest grup a masacrat 152 refugiați congolezi de etnie tutsi în tabăra de refugiați de la Gatumba, în vestul statului Burundi. Ca răspuns la acest atac, guvernul de la Burundi a emis mandate de arestare pentru liderii FNL Agathon Rwasa și Pasteur Habimana și a declarat partidul organizație teroristă. În mai 2005 guvernul a ajuns la un acord de încetare a focului cu FNL dar luptele au continuat. Între timp, negocierile de pace s-au relansat între cele două părți, existând totuși temeri că FNL va impune condiția amnistierii membrilor acestui partid în schimbul predării armelor. O serie de alegeri ținute la mijlocul anului 2005 au fost câștigate de către foștii rebeli hutu din Congresul Național pentru Apărarea Democrației-Forțele Pentru Apărarea Democrației (CNDD-FDD).

## Politică
Articol principal: Politica Burundiului

## Districte

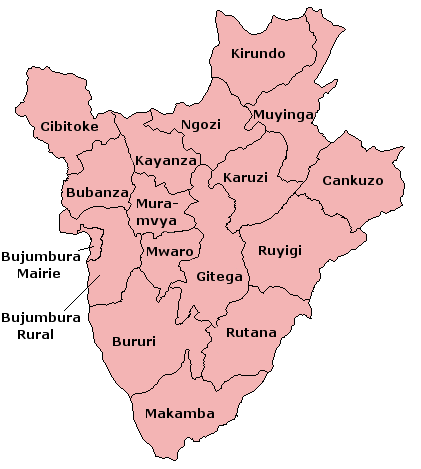
Provinciile

Burundi este împărțită 17 provincii, 117 de comune și 2638 de coline (dealuri). În 2000, provincia cuprinzătoare Bujumbura a fost separat în două provincii: Bujumbura Rural și Bunjumbura Mairie.
Provinciile sunt:
- Bubanza
- Bujumbura Mairie
- Bujumbura Rural
- Bururi
- Cankuzo
- Cibitoke
- Gitega
- Karuzi
- Kayanza
- Kirundo
- Makamba
- Muramvya
- Muyinga
- Mwaro
- Ngozi
- Rutana
- Ruyigi

## Geografie
Articol principal: Geografia Burundiului
Teritoriul statului Burundi este delimitat la sud-vest de țărmul Lacului Tanganyika, iar la nord-est de un teritoriu muntos care pierde din altitudine în direcția Tanzaniei și care este acoperit de pădurile tropicale umede. Terenurile din jurul orașului Gitega din centrul țării sunt acoperite de o savană cu vegeteție luxuriantă.
Regiunile muntoase din Burundi, cu o înălțime medie dă aproximativ 1600 m, formează centrul geografic al țării. Spre vest există un masiv muntos distinct, mărginit de Riftul Central-african, fiind totodată o cumpănă a apelor marilor fluvii Nil și Congo (fluviu). Cu o înălțime de peste 2600 m, masivul are cele mai înalte piscuri din întreaga țară. Spre sud-vest, masivul coboară abrupt spre bazinul lacului Lacului Tanganyika .Râul Ruzizi, care constituie o porțiune a frontierei de vest, se varsă în lac. Spre est, relieful coboară gradual spre bazinul lacului Victoria (Lacul Victoria), aflat în afara granițelor țării.
Burundi este situat aproape de ecuator, în zona tropicală. Spre deosebire de alte țări cu latitudini geografice similare, clima este foarte blândă datorită altitudinii, temperaturile variind în funcție de aceasta. Cele mai mari temperaturi medii anuale, de 25 °C, se înregistrează pe pantele vestice ale munților. Majoritatea precipitațiilor, în medie de 800–1500 mm, se înregistrează în timpul sezoanelor ploioase (februarie- aprilie și octombrie-decembrie).
Mari întinderi ale țării sunt acoperite de savane cu foarte puțini copaci. Urmare a despăduririlor masive, pădurile dense de acacia și eucalipți au fost sever afectate și micșorate, zonele împădurite fiind acum transformate în savane. Zonele din vest, unde cantitatea anuală de precipitații este scăzută, sunt majoritar acoperite de savană. Gorilele de munte, o specie amenințată cu extincția, sunt poate cea mai faimoasă faună din Burundi, în timp ce crocodilii și hipopotamii trăiesc în și în apropierea râurilor din țară.

## Economie și transporturi
Având în vedere stabilitatea politică precară din țară, nu este surprinzător faptul că Burundi este unul dintre cele mai sărace state din lume. Economia se bazează în principal pe agricultură și aproape 90% din populație lucrează în acest sector. Principalele produse agricole sunt cafeaua, ceaiul și bumbacul. Dar veniturile realizate din exportul acestor produse au suferit datorită prețurilor scăzute de pe piața mondială. Creșterea vitelor creează o bază pentru producția de carne și piei de animale. Industria și mineritul sunt neînsemnate, având o importanță economică nesemnificativă, deși în țară există resurse minerale, în principal de nichel, aur și columbit–tantalit (coltan).
Bujumbura dispune de un aeroport internațional și de cel mai important port al țării. Multe drumuri și șosele sunt impracticabile în perioada sezonului ploios, astfel că navigația pe Lacul Tanganyika este crucială pentru transportul mărfurilor și călătorilor. Dar es Salaam în Tanzania și Mombasa în Kenya sunt principalele porturi pentru mărfurile destinate exportului.

## Demografie
Articol principal: Demografia Burundiului

## Cultură
Articol principal: Cultura Burundiului